# Meineckia phyllanthoides
Meineckia phyllanthoides är en emblikaväxtart som beskrevs av Henri Ernest Baillon. Meineckia phyllanthoides ingår i släktet Meineckia och familjen emblikaväxter.

## Underarter
Arten delas in i följande underarter:
- M. p. capillariformis
- M. p. phyllanthoides
- M. p. somalensis
- M. p. trichopoda